# 마일스톤 슈팅 컬렉션 카라스 Wii
마일스톤 슈팅 걸렉션 카라스 Wii(Mile Stone Shooting Collection karous Wii)는 마일스톤이 개발한 Wii용 게임 소프트웨어이다. 마일스톤의 슈팅 게임 3종을 한 장의 디스크에 담은 게임으로 카오스필드, 라디르기, 카라스의 세 작품이 담겨있다.